# Meemad
Meemad (Hebreeuws: מימד) is een linkse religieus-zionistische politieke partij in Israël, opgericht in 1988. Meemad is de transcriptie van een Hebreeuws acroniem dat 'Joodse staat, Democratische staat' betekent.

## Programma
Meemad deelt de waarden van andere sociaaldemocratische partijen, behalve in godsdienstige kwesties. Meemad kiest een wat rechtsere benadering van het Israëlisch-Palestijnse conflict dan de Arbeidspartij. Meemad bepleit de opneming van godsdienstige vakken in het leerplan van de openbare scholen en moedigt het gebruik van rabbijnse gerechthoven naast burgerlijke hoven aan.

## Personen
De partij wordt ideologisch geleid door rabbijn Yehuda Amital. De partij wordt momenteel in de Knesset aangevoerd door rabbijn Michael Melchior, voormalig opperrabbijn van Denemarken, die in de regering-Barak als minister van diasporazaken heeft gediend. Melchior is momenteel (2005) onderminister van onderwijs. Onder rabbijn Melchior heeft de partij voor een linksere benadering zowel wat betreft buitenlandse als vooral voor binnenlandse zaken gekozen.

## Verkiezingen
In de landelijke politiek mislukte het Meemad om via een eigen lijst een zetel te veroveren. Later is ze verschillende allianties aangegaan met de Arbeidspartij (Avoda), waardoor ze zetels via een gemeenschappelijke lijst kreeg. De partij heeft aan de gemeenteraadsverkiezingen van 2003 meegedaan, waarbij ze zetels won in Tel Aviv. In Haifa werkte ze samen met de linksere Meretz-partij waardoor ze een zetel in het kader van een rotatie-overeenkomst deelt.
Meemad ging bij de Israëlische parlementsverkiezingen van 2006 een alliantie aan met de Arbeidspartij.
Bij de Israëlische parlementsverkiezingen van 2009
verbrak zij haar samenwerking met de Awoda en ging de partij een nieuwe alliantie aan met de milieu-partij Hatenoe'a HaJeroeka hetgeen "De Groene Beweging" betekent. De reden hiertoe is dat de Arbeiderspartij de leider van Meemad, Rabbijn Michael Melchior op een onverkiesbare plek zou plaatsen. Alhoewel de alliantie bij de verkiezingen genoeg stemmen voor een zetel in het Israëlische parlement behaalde, haalde zij de kiesdrempel van 2 procent niet, en is de partij dientengevolge niet meer in de Knesset vertegenwoordigd.
Israëlische politieke partijen in de 25e Knesset
Likoed · Yesh Atid · Partij van Nationale Eenheid (Blauw en Wit / Veerkracht voor Israël · Nieuwe Hoop) · Shas · Religieus-Zionistische Partij · Verenigd Thora-Jodendom (Agudat Yisrael · Degel HaTorah) · Otzma Yehudit · Yisrael Beiteinu · Ra'am · Hadash-Ta'al · Arbeidspartij · Noam
Israëlische politieke partijen buiten de 25e Knesset (vaak voormalige partijen)

Ale Yarok · Balad · Cheroet · Derech Eretz · Gezamenlijke Lijst · Hatnua · Het Joodse Huis · Hetz · Kach · Kadima · Kulanu · Meemad · Meretz · Nationaal-Religieuze Partij · Nieuw Rechts · Shinui · Unie van Rechtse Partijen · Yachad · Yamina · Zionistische Unie